# Лимон (провинция)
Лимо́н (исп. Limón) — одна из 7 провинций Коста-Рики.

## География
Находится в восточной части страны. Граничит на западе с провинциями Эредия, Картаго, Сан-Хосе, Пунтаренас и государствами Никарагуа на севере и Панамой на юге. Единственная провинция, имеющая выход к Карибскому морю. Административный центр — город Лимон.
Площадь — 9188 км². Население — 386 862 чел. (2011).

## История
Христофор Колумб был первым европейцем, открывшим берег Лимона, побывав здесь в 1502 году во время своего последнего, четвёртого путешествия.

## Кантоны
Провинция разделена на 6 кантонов:
1. Гуасимо
2. Лимон
3. Матина
4. Покоси
5. Сикиррес
6. Таламанка

## Галерея

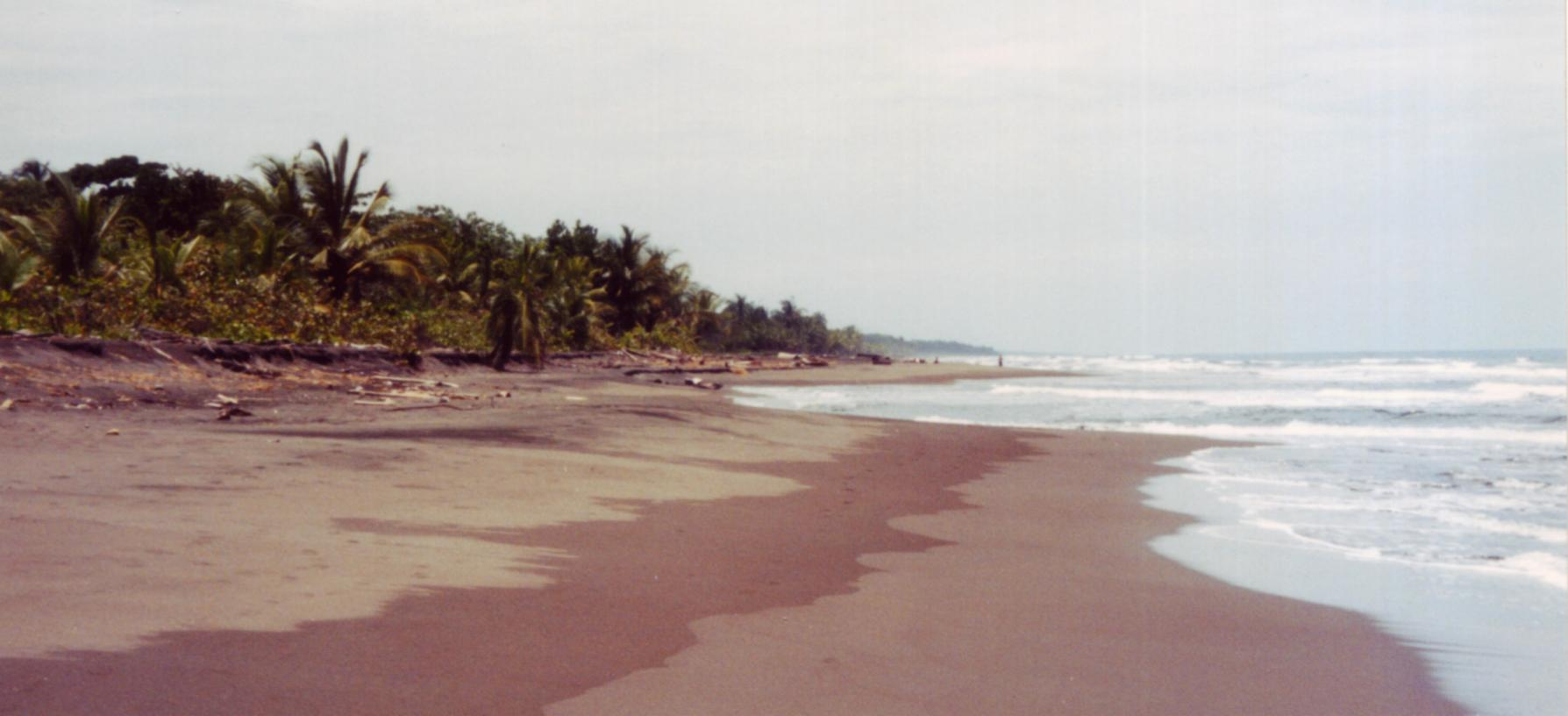
Карибское побережье в Лимоне
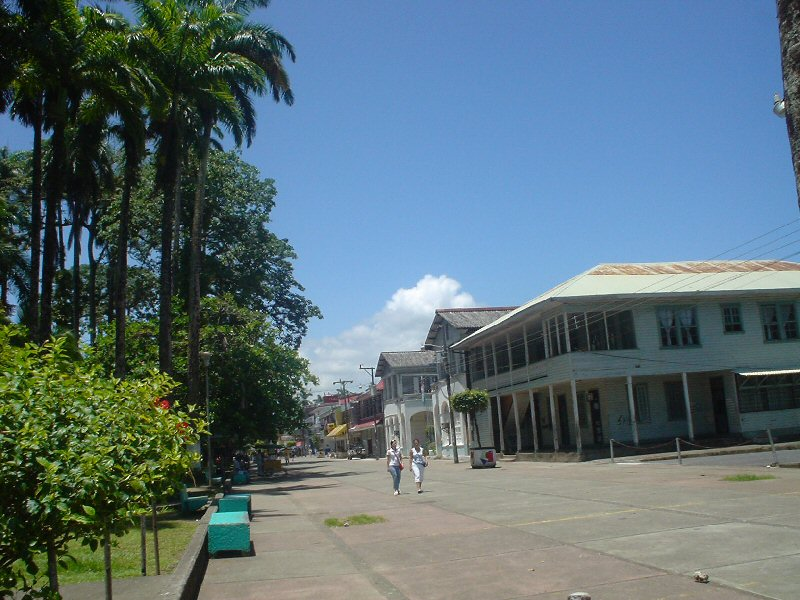
Улица в Пуэрто-Лимоне
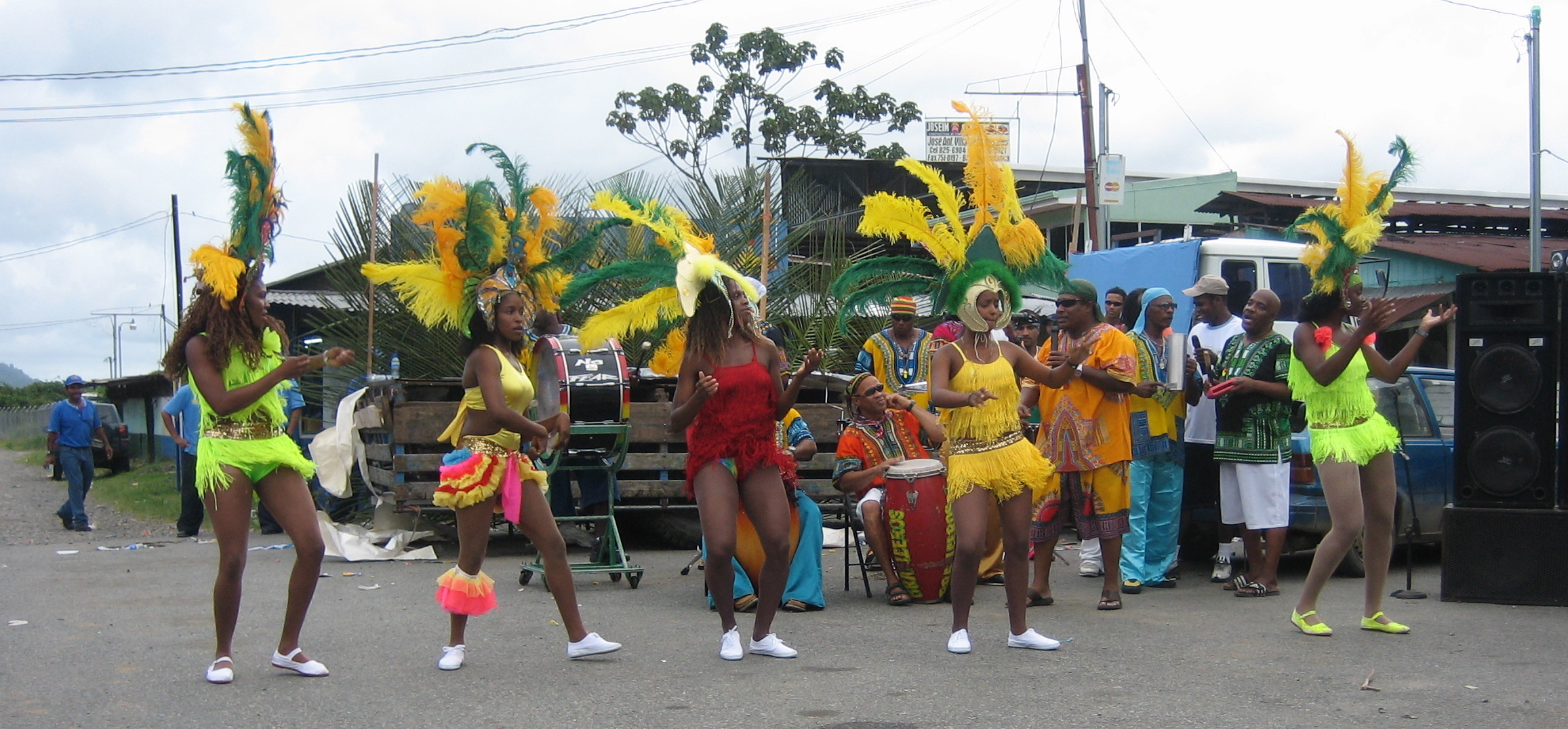
Танцовщицы в Брибри, кантон Таламанка